# توم مكابي
توم مكابي (بالإنجليزية: Tom McCabe) هو لاعب كرة قدم نيوزيلندي في مركز الهجوم، ولد في 1933 في دوندالك في جمهورية أيرلندا. شارك مع منتخب نيوزيلندا لكرة القدم. أما مع النوادي، فقد لعب مع بورتاداون وغلينتوران وليسبورن ديستليري ونادي دوندالك.